# Google Map Maker
O Google Map Maker foi um serviço criado pelo Google em junho de 2008, com o intuito de, através do mapeamento colaborativo, expandir e melhorar a cartografia do Google Mapas. Em países como o Brasil as informações cartográficas da maioria dos municípios simplesmente não foram disponibilizadas pelos governos municipais ao Google e/ou às empresas de mapas, como a Tele Atlas por exemplo, ou na maioria dos casos, tais informações nem existem. Assim, para resolver este problema, o Google resolveu abrir o Google Mapas para a colaboração comunitária (qualquer pessoa pode contribuir com o que pode) em vários países.
O principal objetivo do projeto era adquirir dados cartográficos (mapeamento) de alta qualidade para que sejam publicados no já existente serviço denominado Google Mapas. Saliente-se que as mudanças ou inserções feitas no Google Map Maker não eram refletidas instantaneamente no Google Mapas.
Em novembro de 2016, foi anunciado que o Google Map Maker seria descontinuado e fundido com o próprio Google Maps. Ele foi oficialmente descontinuado no dia 31 de março de 2017.

## Interface
Os usuários podem desenhar ou alterar ruas, estradas, linhas de caminho-de-ferro, rios, parques, lagoas, etc bem como adicionar ou modificar informações e características de pontos de interesse, tais como igrejas, aeroportos, empresas e serviços locais, serviços públicos, atividades recreativas e assim por diante. 
A interface é idêntica ao do Google Mapas e contém, além das funções de zoom, ativação de imagens de satélite, etc. Os usuários contribuidores possuem ferramentas de edição de informação espacial. 
Existem três tipos de ferramentas de desenho disponíveis: marcador de lugar (um único ponto de interesse no mapa), de linha (para desenhar ruas, rodovias, rios e similares) e de polígono (para definir limites e bordas, adicionar parques, lagos e outras características do mapa que tenha um formato grande).
Para se trabalhar na criação do mapa (cartografia), o usuário deverá localizar o ponto que deseja criar ou alterar a partir das imagens de satélite disponíveis. Entretanto essa abordagem pode ser difícil em áreas com má qualidade nas imagens ou cobertas por nuvens. 
Numa tentativa de garantir dados de alta qualidade e confiáveis, os dados inseridos por usuários novatos precisam ser moderados por usuários mais experientes. Esse sistema tem como objetivo também evitar vandalismo e imprecisões. A medida que o usuário vai contribuindo e suas inversões ou modificações sendo aprovadas, as restrições sobre ele(a) vão diminuindo e, a critério do sistema, poderão ser aprovadas sem moderação. Grandes inserções ou alterações talvez possam demorar um pouco para aparecer pois o servidor pode ficar ocupado no processamento.
Usuários contribuidores podem marcar áreas do mapa como sendo ‘Vizinhança’, ou seja, uma área que eles a conhecem bem o suficiente para fazer contribuições detalhadas. Qualquer usuário pode ainda moderar as contribuições de outros usuários feitas na sua vizinhança. A vizinhança de um usuário não é visível aos outros usuários.
A língua preferida para edição por defeito pode ser definida por cada usuário no painel de configuração da interface, existindo muitas possibilidades de escolha. Existem duas interfaces em português: Brasil e Portugal. Apenas existe uma versão do centro de ajuda e páginas de apoio em português (Brasil).  

## Disponibilidade
Qualquer pessoa, independente de sua localização geográfica, pode fazer contribuições..
O Google Map Maker não está disponível para edição em Portugal. No Brasil foi disponibilizado no dia 11 de dezembro de 2013.
Essa disponibilização faz parta da iniciativa da Google chamada de Ground Truth..
Nesta recente disponibilização o Brasil, Israel e regiões adicionais da Rússia foram re-mapeadas conforme postado por Sophia Lin, gerente de produto do Google Maps.

## Estratégia
A aquisição da empresa israelense Waze e seu navegador GPS, que também tem disponibilizada sua atualização via web através da ferramenta Waze Map Editor (WME) é considerada uma estratégia de defesa, mas que pode decretar o início de uma fase de sua substituição pelo Google Maps e absorção de sua comunidade de editores de mapas para esta nova ferramenta.

## Map Maker Pulse
O Map Maker Pulse é uma página que mostra ao vivo as últimas edições enviadas pelos usuários. Conta com uma função básica de reprodução/pausa para que os usuários possam ver as mudanças à medida em que acontecem.

## Bloqueio do Google Map Maker
Em maio de 2015, a Google decidiu suspender os serviços do Map Maker após descobrir uma edição feita por um usuário, que desenhou o robô do sistema operacional Android "urinando" sobre o logotipo da Apple - a Google foi criticada pela "alfinetada na concorrência", mas a empresa não tinha nada a ver com a brincadeira, e, juntamente com um pedido de desculpas formal, prometeu mais rigidez nas edições aprovadas. Porém, a Google decidiu bloquear o Map Maker por tempo indeterminado.

## Retorno
Após alguns meses bloqueado, a Google reativou o programa em maio do mesmo ano, em 45 países. Agora o Map Maker conta com editores regionais que fazem a revisão das adições em determinado local, dando mais um protagonismo para a comunidade de editores, não sendo mais permitido criar desenhos no mapa.